# Berényi Marianna
Berényi Marianna Móra Ferenc-díjas magyar muzeológus, múzeumkommunikációs szakember, újságíró, szerkesztő.
PhD-disszertációját etnográfiából írta Falak nélkül maradt múzeum. A COVID–19-világjárvány hatása a magyar múzeumi közgyűjtemények online praxisára címmel.
A Néprajzi Múzeum kommunikációs főosztályvezetője, a Magyar Múzeumok Online főszerkesztője, a MúzeumCafé folyóirat szerkesztője, számos ismeretterjesztő cikk és szakmai tanulmány szerzője.
Az ICOM Hungary elnökségi, a Pulszky Társaság választmányi tagja.

### Könyve
Berényi Marianna, Kenesei Zsófia Orsolya, Makra Mónika: A pokol bugyrai… „Málenkij robot”. Kényszermunka a Szovjetunióban. Magyar Nemzeti Múzeum, 2019.